# اوزا دوس ریوس
اوزا دوس ریوس (به اسپانیایی: Oza de los Ríos) یک سکونتگاه مسکونی در اسپانیا است.

## خصوصیات
اوزا دوس ریوس ۷۱٫۹ کیلومترمربع مساحت و ۳٬۱۶۳ نفر جمعیت دارد.